# فرنكونيا
فرنكونيا هي منطقة في ألمانيا، تتميز بثقافة ولهجة مميزة، ومن الممكن ربطها بالمناطق التي يتحدث سكانها باللهجة الفرنكونية الشرقية.

## معرض صور

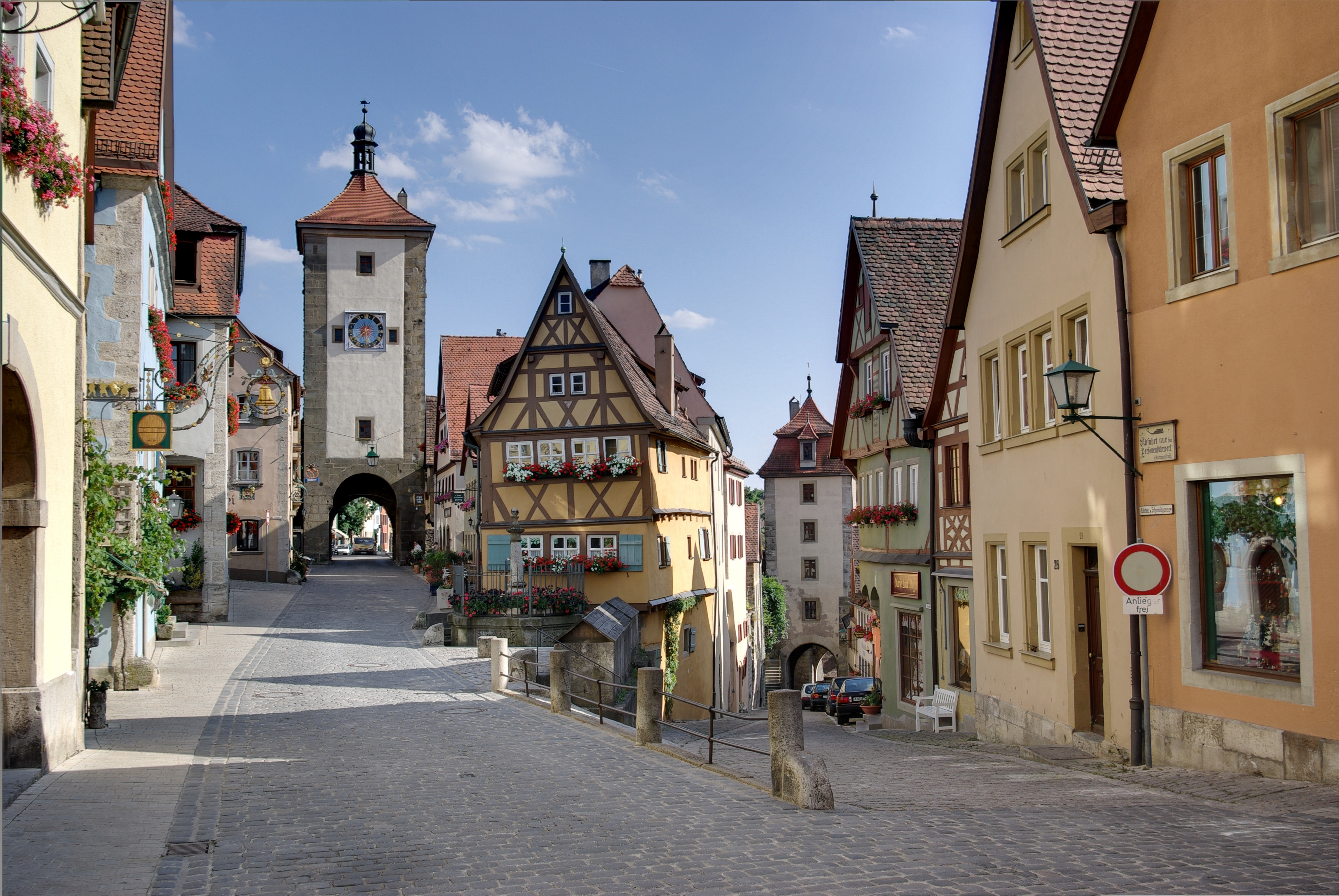
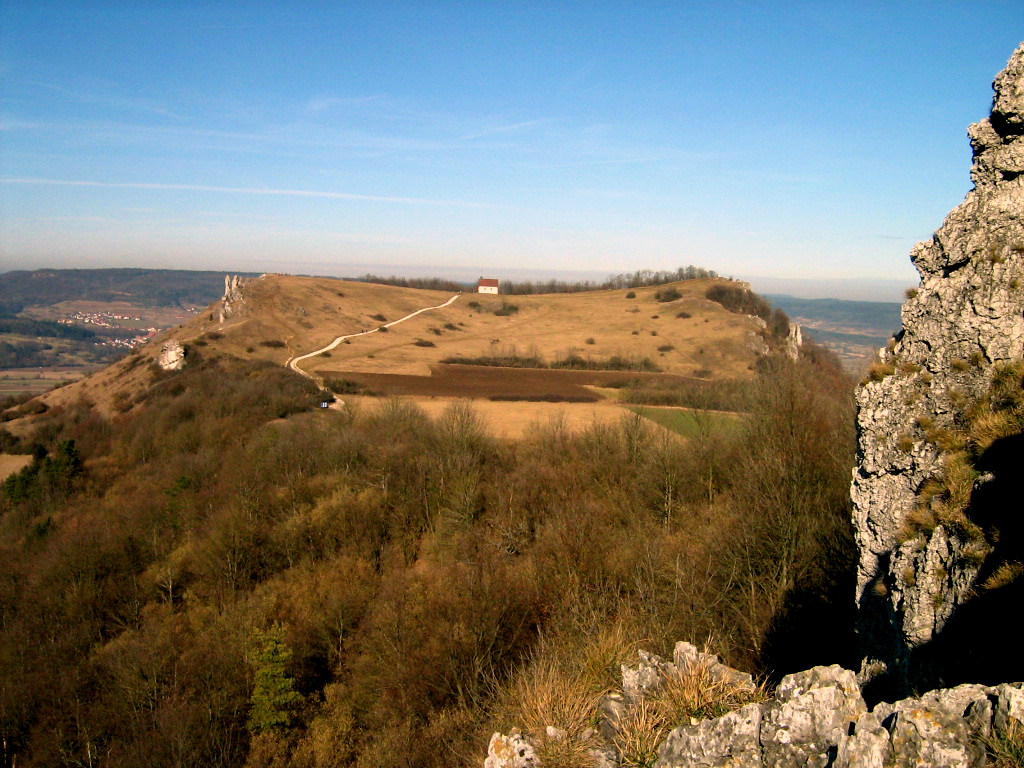
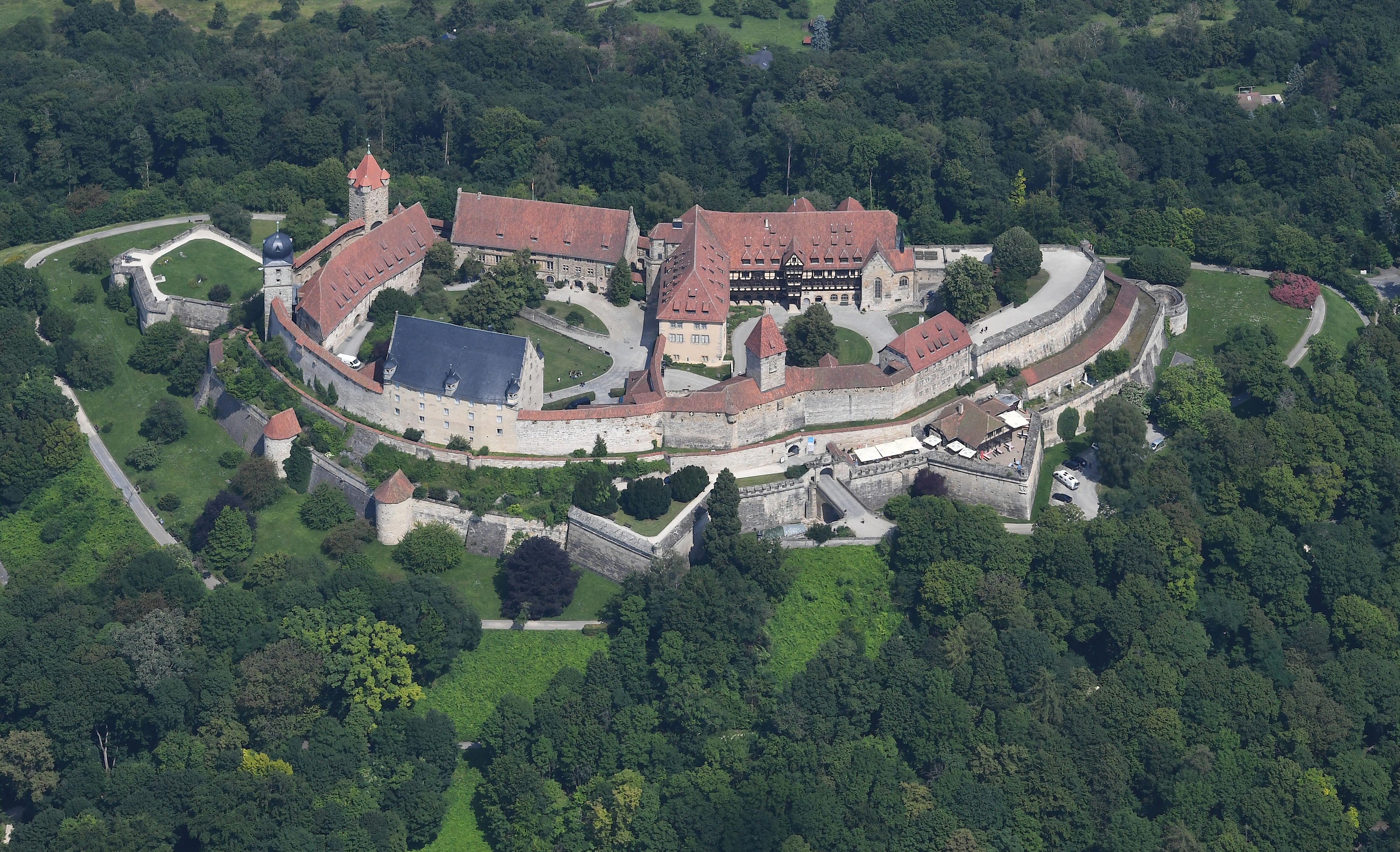
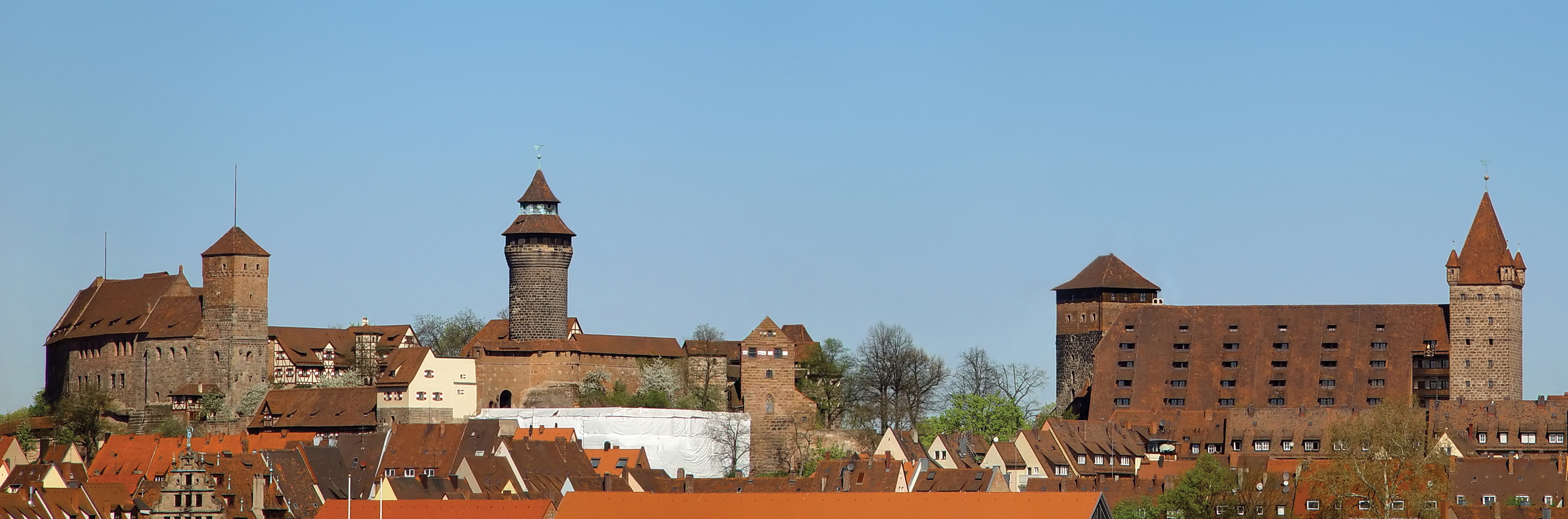

## أهم المدن
| المدينة   | الاسم بالألمانية | المنطقة الإدارية (داخل ولاية بافاريا) | السكان 31. ديسمبر 2000 | السكان 30. يونيو 2005 |
| --------- | ---------------- | ------------------------------------- | ---------------------- | --------------------- |
| نورنبيرغ  | Nürnberg         | فرانكونيا الوسطى                      | 488.400                | 497.254               |
| فورتسبورغ | Würzburg         | فرانكونيا السفلى                      | 127.966                | 133.188               |
| فورت      | Fürth            | فرانكونيا الوسطى                      | 110.477                | 113.076               |
| إرلانغن   | Erlangen         | فرانكونيا الوسطى                      | 100.778                | 102.745               |
| بايرويت   | Bayreuth         | فرانكونيا العليا                      | 74.153                 | 74.137                |
| بامبيرغ   | Bamberg          | فرانكونيا العليا                      | 69.036                 | 69.934                |
| أشافنبورغ | Aschaffenburg    | فرانكونيا السفلى                      | 67.592                 | 68.798                |
| شفاينفورت | Schweinfurt      | فرانكونيا السفلى                      | 54.325                 | 55.210                |
| هوف       | Hof              | فرانكونيا العليا                      | 50.741                 | 48.982                |
| كوبورغ    | Coburg           | فرانكونيا العليا                      | 42.427                 | 42.015                |
| أنسباخ    | Ansbach          | فرانكونيا الوسطى                      | 40.450                 | 40.510                |
| شفاباخ    | Schwabach        | فرانكونيا الوسطى                      | 40.125                 | 38.630                |